# José González (dessinateur)
Pour les articles homonymes, voir González et José González.
José González (né en 1939 à Barcelone et mort le 13 mars 2009) est un illustrateur et un dessinateur espagnol de bandes dessinées.

## Biographie
José González naît en 1939. Un travail qui orne la boutique d'un tailleur est remarqué par Josep Toutain qui lui demande alors de travailler pour sa société d'édition. La première bande dessinée que González réalise est un western. Comme il n'apprécie pas beaucoup ce genre, il travaille surtout sur des histoires de romances qui paraissent dans Rosas Blancas, Susana et Serenata. Dans les années 1960, il travaille pour le marché anglais, toujours dans son genre de prédilection mais il signe aussi une adaptation de Chapeau melon et bottes de cuir. Au début des années 1970, il est remarqué par James Warren l'éditeur de Vampirella. Ses premières histoires avec ce personnage paraissent en 1971 et il est le dessinateur principal jusqu'en 1977, date à laquelle d'autres auteurs,  Leopoldo Sanchez, José Ortiz et Gonzalo Mayo le rejoignent. En 1979 il revient en Espagne où il réalise des bandes dessinées érotiques comme Chantal, scénarisé par Ignacio Molina et Mamba, scénarisé par Antonio Segura. Il abandonne ensuite la bande dessinée pour l'illustration. Il meurt en mars 2009.

## Vampirella
- Vampirella, no 12, Warren Publishing, 1971
- Vampirella, no 13: Warren Publishing, 1971
- Vampirella, no 14, Warren Publishing, 1971
- Vampirella,no 15:« The Resurrection of Papa Voudou » d'Archie Goodwin, Warren Publishing, 1972
- Vampirella,no 16:« ...And Be a Bride of Chaos » d'Archie Goodwin, Warren Publishing, 1972
- Vampirella,no 17:« Beware Dreamers! » de Terrance Casey Brennan, Warren Publishing, 1972
- Vampirella,no 18:« Dracula Still Lives! » de Terrance Casey Brennan, Warren Publishing, 1972
- Vampirella,no 19:« The Shadow of Dracula! » de Terrance Casey Brennan et couverture, Warren Publishing, 1972
- Vampirella, no 20:« When Wakes the Dead! » de Terrance Casey Brennan, Warren Publishing, 1972
- Vampirella, no 21:« Prologue » de Terrance Casey Brennan et « Slithers in the Sand » de Steve Englehart, Warren Publishing, 1972
- Vampirella, no 22, Warren Publishing, 1973
- Vampirella, no 23:« The Blood Queen of Bayou Parish » de Steve Englehart, Warren Publishing, 1973
- Vampirella, no 24, Warren Publishing, 1973
- Vampirella, no 25, Warren Publishing, 1973
- Vampirella, no 26, (couverture et encrage uniquement) Warren Publishing, 1973
- Vampirella, no 27:« Return Trip? » de Josep Toutain, Warren Publishing, 1973
- Vampirella, no 28:« Curse of the MacDeamons » de Mike Butterworth, Warren Publishing, 1973
- Vampirella, no 29, Warren Publishing, 1973
- Vampirella, no 30, Warren Publishing, 1974
- Vampirella, no 31, Warren Publishing, 1974
- Vampirella, no 32, Warren Publishing, 1974
- Vampirella, no 33, Warren Publishing, 1974
- Vampirella, no 34, Warren Publishing, 1974
- Vampirella, no 36, Warren Publishing, 1974
- Vampirella, no 37:« She Who Waits » d'Archie Goodwin, Warren Publishing, 1974
- Vampirella, no 38, Warren Publishing, 1974
- Vampirella, no 39, Warren Publishing, 1975
- Vampirella, no 42, Warren Publishing, 1975
- Vampirella, no 43, Warren Publishing, 1975
- Vampirella, no 44, Warren Publishing, 1975
- Vampirella, no 45, couverture uniquement, Warren Publishing, 1975
- Vampirella, no 46, Warren Publishing, 1975
- Vampirella, no 50, Warren Publishing, 1976
- Vampirella, no 53, Warren Publishing, 1976
- Vampirella, no 55, illustrateur unique sauf couverture, Warren Publishing, 1976
- Vampirella, no 56, Warren Publishing, 1976
- Vampirella, no 57, Warren Publishing, 1977
- Vampirella, no 58, Warren Publishing, 1977
- Vampirella, no 59, Warren Publishing, 1977
- Vampirella, no 60, Warren Publishing, 1977
- Vampirella, no 61:« An Eye for an Eye » de Bill DuBay, Warren Publishing, 1977
- Vampirella, no 62, Warren Publishing, 1977
- Vampirella, no 63, Warren Publishing, 1977
- Vampirella, no 65, Warren Publishing, 1977
- Vampirella, no 66, Warren Publishing, 1978
- Vampirella, no 67, Warren Publishing, 1978
- Vampirella, no 68, Warren Publishing, 1978
- Vampirella, no 71, Warren Publishing, 1978
- Vampirella, no 72, Warren Publishing, 1978
- Vampirella, no 73, Warren Publishing, 1978
- Vampirella, no 74, Warren Publishing, 1978
- Vampirella, no 75, Warren Publishing, 1979
- Vampirella, no 76, Warren Publishing, 1979
- Vampirella, no 81, Warren Publishing, 1979
- Vampirella, no 82, Warren Publishing, 1979
- Vampirella, no 83, Warren Publishing, 1979
- Vampirella, no 85, Warren Publishing, 1980
- Vampirella, no 87, Bill DuBay, illustrateur unique sauf couverture, Warren Publishing, 1980
- Vampirella, no 91, illustrateur unique sauf couverture, Warren Publishing, 1980
- Vampirella, no 97, Warren Publishing, 1981
- Vampirella, no 100, Warren Publishing, 1981
- Vampirella, no 103, Warren Publishing, 1982
- Vampirella, no 104, Warren Publishing, 1982
- Vampirella, no 105, illustrateur unique sauf couverture, Warren Publishing, 1982
- Vampirella, no 106, Warren Publishing, 1982
- Vampirella, no 108:« Spawn of the Star Beast 6 » de Rich Margopoulos, Warren Publishing, 1982
- Vampirella, no 109, Warren Publishing, 1982
- Vampirella, no 110, Warren Publishing, 1982
- Vampirella, no 111, Warren Publishing, 1983
- Vampirella, no 112:« The Walker of Worlds » de Rich margopoulos,  Warren Publishing, 1983
- Vampirella, Great illustrated stories!, Warren Publishing, 1972
- Vampirella special, d'Archie Goodwin, Gerry Boudreau et Flaxman Loew, seul illustrateur, Warren Publishing, 1977
- Vampirella: Transcending Time and Space, de Terrance Casey Brennan et Steve Englehart, principal illustrateur, Harris comics, 1992
- Vampirella: The Essential Warren Years, volume 1, d'Archie Goodwin, Steve Englehart et Forrest J. Ackerman, Dynamite Entertainment, 2014
- Jose Gonzalez's Vampirella, Art Edition, Dynamite Entertainment, 2016

## Autres publications
- Barbie et le chien, Dolly et Gloria, Éditions Touret, coll. La Bibliothèque de Barbie, no 4, 1977